# ماوگوژاتا بوچکوفسکا
ماوگوژاتا بوچکوفسکا (لهستانی: Małgorzata Buczkowska؛ ‏ تلفظ لهستانی: [mawɡɔˈʐata]؛ زادهٔ ۲۵ اوت ۱۹۷۶) بازیگر اهل لهستان است.
او سه مرتبه برندهٔ «نقاب زرین» و دو مرتبه نامزدِ دریافتِ «جایزهٔ زبیگنیف سیبولسکی» شده‌است.
از فیلم‌ها یا مجموعه‌های تلویزیونی که وی در آن‌ها نقش داشته‌است، می‌توان به فوگ، خون از خون، صفر، نامت یوستینه است، نشانه‌گذاری‌شده، لالایی، چهار شب با آنا، تاج پادشاهان، لندنی‌ها، اصل لذت، پدر متیو، رنگ‌های خوشبختی، در خوشی و سختی، قانون حقیقی و شوپن: میل به عاشقی اشاره نمود.